# Ніколаєвка (Беїмбета Майліна район)
Нікола́євка (каз. Николаев) — село у складі району Беїмбета Майліна Костанайської області Казахстану. Входить до складу Асенкрітовського сільського округу.
Населення — 364 особи (2021; 430 у 2009, 491 у 1999, 554 у 1989).